# Allium brachyodon
Allium brachyodon là một loài thực vật có hoa trong họ Amaryllidaceae. Loài này được Boiss. mô tả khoa học đầu tiên năm 1846.